# Вриштећа сова
Вриштећа сова (лат. Megascops) назив је рода сова из породице правих сова. Данас је позната 21 врста, али се сваког дана откривају нове, непознате врсте, претежно у Андима. Током 20. века, овај род био је спојен с родом Otus, међутим данас, на основу података секвенцирања ДНК, као и на основу биогеографских, морфолошких и бихевиоралних података оне су засебно смештене у овај род.
Ове птице живе на подручју Америке. Неке врсте које су припадале овом роду се данас сматрају превише различитим од остатка рода, па су у процесу премештања у неке друге родове. Уобичајено име - вриштеће сове понекад се користи и за сличне врсте, на пример за кукувију.

## Опис
Слично осталим совама, и код вриштећих сова је женка већа од мужјака. Ова птица има компактну величину и облик, мала је и окретна. Висока је 18-25 центиметара, а распон крила јој је од 46 до 61 центиметар. Има истакнуте, широко постављене ушне праменове и светле жуте очи. У зависности од врсте, боја перја варира, мада је најзаступљенија браон нијанса са белим доњим деловима тела. Њена обојеност помаже јој да се камуфлира и да се стопи са околином - кором дрвета. Има добро развијене канџе, попут осталих грабљивица, као и закривљен кљун, а исте користи као оруђе којим комада свој плен на комаде који су довољно мали да може да их прогута. Обично свој плен након улова носи у гнездо, где га једе.

## Екологија и понашање
Вриштећа сове лови из заседе на полуотвореним теренима. Обично воли пределе који садрже старо дрвеће са рупама; то је дом њиховог плена - инсеката, гмизаваца, малих сисара попут слепог миша или миша и других малих птица. Има добро развијено чуло слуха што јој омогућава да пронађе плен на било ком терену. Такође има и добро развијене грабежљиве канџе и закривљен кљун, које користи за комадање хране. Свој плен носи у гнездо вероватно због бојазни да исти изгуби од већих и јачих грабљивица.
Ово су углавном усамљене птице. Током касне зимске сезоне парења, мужјак прави гнездо у шупљинама дрвећа, некада користи и напуштена гнезда других животиња. Мужјак праве гнездо да би привукао женку. Она ће одабрати свог партнера на основу квалитета гнезда и количине хране у њему. Током периода лежања женке на јајима, мужјак доноси храну за себе и женку. Ове птице су моногамне, а оба родитеља се брину о младунцима. Младунци већине вриштећих сова су алтрицијални или полуалтрицијални, тј. рађају се неразвијени и захтевају негу и храњење од стране родитеља.
Северне вриштеће сове живе у источним деловима Северне Америке, као што су државе Њу Џерзи или Њујорк. Назив су добиле по свом оглашавању. За разлику од осталих сова, њихово нормално територијално оглашавње не личи на крик, већ је то звук који се састоји од четири узастопна појединачна тона у једној секунди и у брзом низу (иако звук не личи на вриштање). Оне такође имају и неку врсту песме коју користе за удварање, као и за дует између чланова пара. Одазивање се разликује од врсте до врсте и од места где живе, а на одређеној територији је то први знак присуства те врсте, као и најпоузданији начин за разликовање врста. Разлика многих врста вриштећих сова први пут је реализована када су констатована веома различита дозивања неких врло сличних птица које живе на суседној територији.

## Еволуција и систематика
Еволуциона повезаност рода Otus и вриштећих сова није најјаснија. Оно што је сигурно је то да су ова два рода тесно повезана; могу се сматрати сестринским родовима који живе у истој еколошкој ниши и имају сличне ареале. Фосил вриштеће сове из касног плиоцена нађен у Канзасу (који је готово идентичан данашњој источној и западној вриштећој сови) указује на дугогодишње присуство ове птице у Америци, док је фосил рода Otus, који датира из истог периода и више сличнији ћуку, нађен на Мајорки. Ова два рода су вероватно еволуирала од истог претка током миоцена (као и већина других родова из породице правих сова), а три данашње врсте су се вероватно одвојиле пре око пет милиона година. Као и скоро сви припадници ова два рода, и њихов предак је по свему судећи била мала сова, са ушним перјем и пернатим ногама.
Међутим, одређене хипотезе које кажу да је овај род еволуирао од претка који је живео на Старом континенту, условно су подржане подацима секвенцирања цитохрома Б. Вриштеће сове такође имају и различит распоред прокоракоидне и коракоидне кости у поређењу са осталим совама.

## Систематика
- - † - изумрла (1998[8])

## Галерија
- Тропска вриштећа сова
- Западна вриштећа сова
- Источна вриштећа сова
- Сива вриштећа сова
- Колумбијска вриштећа сова
- Пацифичка вриштећа сова